# Moiseev (cráter)

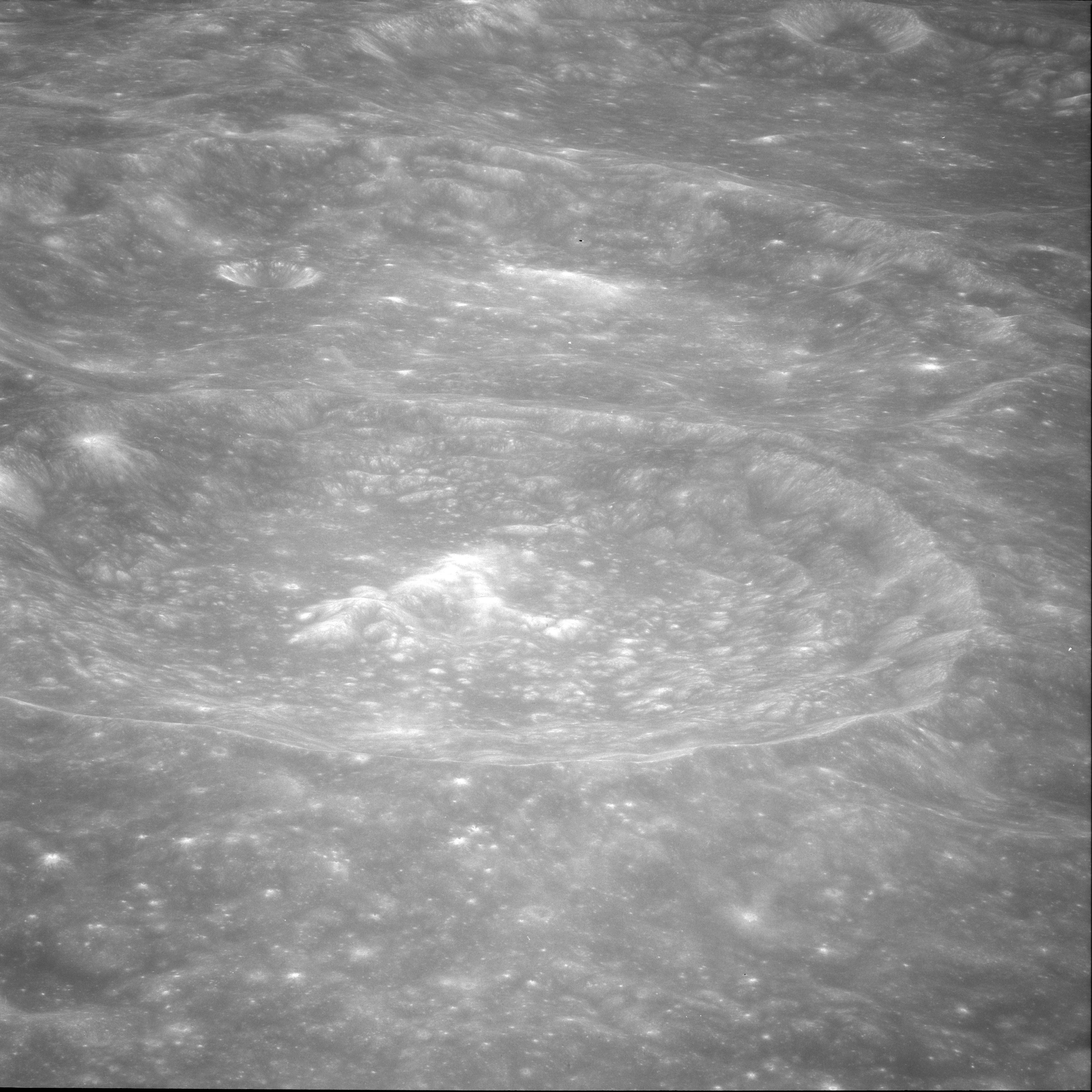
Fotografía de la misión Apolo 11

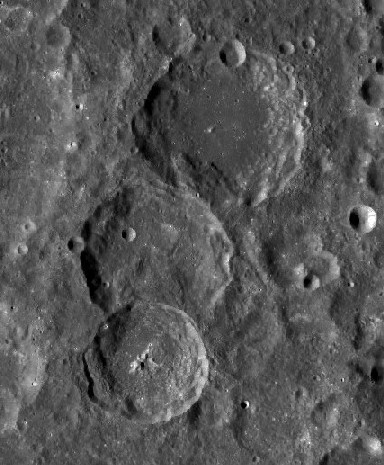
Fotografía de la misión Lunar Reconnaissance Orbiter

Moiseev es un cráter de impacto perteneciente a la cara oculta de la Luna. Se encuentra al sursudoeste del cráter ligeramente más grande Hertz, y al norte de Saenger. Al sureste se halla el cráter irregular Al-Khwarizmi.
|  |

Moiseev supera el borde sur del cráter satélite Moiseev Z, de mayor diámetro que el propio cráter principal. No aparece significativamente desgastado, y está marcado solo por unos diminutos cráteres en el interior. El borde es generalmente circular, pero tiene un abultamiento exterior y una pared interior más ancha al oeste-suroeste. Presenta algunas estructuras aterrazadas alrededor de la pared interior del este, mientras que la pared interna occidental tiene más de un sector desprendido. En el punto medio del interior aplanado incluye una formación de colinas bajas que forman el complejo central de picos del cráter.
Antes de ser nombrado en 1970 por la UAI, Moiseev era conocido como "Cráter 198", y Moiseev Z era conocido como "Cráter 197".

## Cráteres satélite
Por convención estos elementos son identificados en los mapas lunares poniendo la letra en el lado del punto medio del cráter que está más cercano a Moiseev.
|         | \| Moiseev \| Coordenadas \| Diámetro \| \| ------- \| ------------------------------ \| -------- \| \| S \| 8°42′N 100°42′E / 8.7, 100.7 \| 29 km \| \| Z \| 11°12′N 103°24′E / 11.2, 103.4 \| 80 km \| |          |
| Moiseev | Coordenadas | Diámetro |
| S       | 8°42′N 100°42′E / 8.7, 100.7 | 29 km    |
| Z       | 11°12′N 103°24′E / 11.2, 103.4 | 80 km    |